# La fidanzata di Lammermoor
La fidanzata di Lammermoor è un'opera di Alberto Mazzucato su libretto di Pietro Beltrame. Fu rappresentata per la prima volta al Teatro Nuovissimo di Padova il 24 febbraio 1834, sotto la direzione dello stesso Mazzucato.

## Trama
La scena è in Scozia
L'azione succede sul finire del XVI secolo.

## Struttura musicale
- Sinfonia

### Atto I
- N. 1 - Introduzione e Cavatina di Guglielmo Silenzio è ovunque! - Ma ch'ei scenda in campo armato (Guglielmo, Coro)
- N. 2 - Cavatina di Malvina Fuggi fuggi o sconsolato (Malvina, Adele, Coro)
- N. 3 - Coro e Duetto fra Guglielmo ed Ernesto Qual gioja, di faci l'altare - No non temer: quell'anima
- N. 4 - Cavatina di Edoardo Io la vidi nell'istante
- N. 5 - Duetto fra Edoardo e Malvina Io, che tale orror t'arreco
- N. 6 - Finale I Giorno di giubilo - All'ara ormai... (Coro, Guglielmo, Edoardo, Malvina, Ernesto, Adele)

### Atto II
- N. 7 - Introduzione D'affanno di doglia smarrita gemente (Coro, Adele)
- N. 8 - Terzetto fra Guglielmo, Malvina ed Ernesto Tel figura in mezzo a' ferri
- N. 9 - Coro e Duetto fra Edoardo ed Ernesto Sovra il capo dell'empio pende - L'incenso mistico - A me venisti pallido

### Atto III
- N. 10 - Introduzione Nembo terribile (Coro)
- N. 11 - Coro Qual suono mi fere? Lugubre (Ernesto, Coro)
- N. 12 - Aria Finale di Malvina Al fonte al fonte ov'arsero (Malvina, Ernesto, Guglielmo, Adele, Coro)